# Municipio de Crooked Lake
El municipio de Crooked Lake (en inglés: Crooked Lake Township) es un municipio ubicado en el condado de Cass en el estado estadounidense de Minnesota. En el año 2010 tenía una población de 560 habitantes y una densidad poblacional de 5,98 personas por km².

## Geografía
El municipio de Crooked Lake se encuentra ubicado en las coordenadas 46°49′39″N 93°59′9″O / 46.82750, -93.98583. Según la Oficina del Censo de los Estados Unidos, el municipio tiene una superficie total de 93.59 km², de la cual 78,12 km² corresponden a tierra firme y (16,53 %) 15,47 km² es agua.

## Demografía
Según el censo de 2010, había 560 personas residiendo en el municipio de Crooked Lake. La densidad de población era de 5,98 hab./km². De los 560 habitantes, el municipio de Crooked Lake estaba compuesto por el 97,14 % blancos, el 0,18 % eran afroamericanos, el 0,71 % eran amerindios, el 0,18 % eran asiáticos y el 1,79 % eran de una mezcla de razas. Del total de la población el 0,18 % eran hispanos o latinos de cualquier raza.